# Liang (naam)
Liang 梁 is een Chinese achternaam, die veel voorkomt in zuidelijk China (vooral Guangdong en Hongkong) en staat op de honderdachtentwintigste plaats van de Baijiaxing. In Macau wordt deze achternaam bijna altijd geromaniseerd als Leong en in Hongkong altijd als Leung. In Chinese dialecten in Zuidoost-Azië wordt het soms geromaniseerd in Niu, Neo of Neoh. Ook als Nio en Injo op Java.
- Vietnamees: Lương/leung
- Koreaans: 량/ryang/lyang of yang
- Japans: りょう (ryō), はし (hashi), はり (hari), やな (yana)

## Oorsprong
De achternaam Liang 梁 kwam pas voor na de Lente & Herfstperiode en kwam uit het gebied van de berg Liangshan in de Chinese provincie Shandong.
Liang wordt als Nio gespeld bij Hokkian/Fujian Chinezen afkomstig van West-Java in het voormalig Nederlands-Oost-Indië zoals de bekende Nio Joe Lan (journalist van Sin Po en auteur van Feng Shen: de verheffing tot Goden). In Indonesië wordt de naam ook wel gespeld als Njo en Njio. Door de spelling van het Bahasa Indonesia wordt de naam ook wel geschreven als Nyo.
Naast Neo (Singapore en Maleisische spelling) zijn er ook bekende Nio's wat met googelen kan worden opgezocht zoals Maurice Nio en Ivan Nio.
Engelstalig Liang geeft meer informatie ook over beroemde personen.

## Nederland
De Nederlandse Familienamenbank geeft de volgende statistieken weer:
| familienaam | aantal in 1947 | aantal in 2007 |
| ----------- | -------------- | -------------- |
| Liang       | 4              | 158            |
| Leung       | 1              | 425            |
| Leong       | 0              | 49             |
| Nio         | 5              | 59             |
| Njo         | 9              | 44             |
| Njio        | 10             | 50             |
| Nyo         | 0              | <5             |
| Neo         | 0              | <5             |
| Neoh        | 0              | <5             |
| Luong       | 0              | 173            |
|             | totaal: 29     | totaal: 973    |

## Bekende personen met de naam Liang of Leung 梁
- Tony Leung Chiu-Wai 梁朝偉, Hongkongse acteur
- Katie Leung, Schotse actrice
- Tony Leung Ka-Fai 梁家輝, Hongkongse acteur
- Leung Siu Bing 梁小冰, Hongkongse actrice
- Leung Kwok-hung, Hongkongse politicus
- Kathleen Luong, Vietnamese zangeres
- Liang Wern Fook, Singaporese zanger
- Jack Neo 梁智强, Singaporese filmregisseur en acteur
- Gigi Leung 梁詠琪, Hongkongse zangeres en actrice
- Dee Luong, Vietnamees-Amerikaanse pokerspeler
- Ling Fong Leung, 梁凌鋒, Hongkongse ondernemer
- Liang Shaoji, Chinees kunstenaar
- Liang Qichao
- Leung Sing-Bor
- Maurice Nio H.L., Nederlandse Architect
- Ivan Nio H.L.,Nederlandse Stadsgeograaf